# 最愛なる全ての物へ
『最愛なる全ての物へ』（ドイツ語:Liebe ist für alle da）は、ドイツのバンドであるラムシュタインの6枚目となるスタジオ・アルバム。公式ファンクラブ"LIFAD"はこのアルバムの頭文字を取ったものである。

## 概要
前作『ローゼンロート』から約4年ぶりとなるアルバム。本作の収録に集中するために、バンドは2006年から約1年ほどの活動休止を宣言し、裏で制作を行った。
前々作、前作でハードコアな作風から離れつつあったが、今作で回帰を果たしている。
発売直前に楽曲がリークされる事態が発生した。その中にはアルバムに収録されなかった没曲が数曲あり、それらはのちにタイトルを変更して次作に収録されることとなった。
スペシャルエディション（日本盤未発売）はデザインが変更されているほか、アタッシュケースが付属されており、中には手錠とディルドが入っている。
日本盤の発売に伴い、前々作と前作の日本盤も同時発売となった。前々作は2005年にも日本盤が発売されているが、この再版ではジャケットデザインを原盤と同じに戻し、隠しトラックを再度収録している。

## 収録曲
作詞作曲はすべて「Rammstein」表記。邦題はユニバーサルミュージックジャパン公式より引用。
1. Rammlied – ラムリート
3曲目となるバンドの自己紹介曲。
2. Ich tu dir weh – イヒ・トゥー・ディア・ヴェー
ミュージック・ビデオ(以下MV)がハードコアすぎたこと、シングルのブックレットにリヒャルトが女性の尻を叩く写真が掲載されていたことで、ドイツ家族・高齢者・婦人・青少年省（英語版）に検閲され、青少年に有害であると規制されることとなった[2]。そのため、MVは一時期アダルトサイトのVisit-Xにて公開された。
2010年5月31日にケルン行政裁判所によって検閲が解除され、現在MVは閲覧可能となっているが、YouTubeに投稿されているMVには年齢制限が設けられている[3]。
3. Waidmanns Heil – ヴァイトマンツ ハイル
タイトルはドイツにおける猟師の伝統的な挨拶である（詳細はWaidmannsheilを参照）。
リズムゲーム『Guitar Hero: Warriors of Rock（英語版）』にも収録されている。
YouTubeにリリックビデオが投稿されている[4]。
4. Haifisch – 鮫
メンバーの結束力をモチーフとした曲[5]。
歌詞に戯曲『三文オペラ』劇中歌「メッキー・メッサーのモリタート」からの引用が含まれている。
MVは過去に撮影されたものが複数含まれる[注釈 1]が、アウトテイクではなく、本映像のために新録している。
5. B********
正式なタイトルは「Bückstabü」であり、これはバンドが考えた造語である[6]。
6. Frühling in Paris – パリの春
曲中のフランス語パートはシャンソンの1つ「水に流して」からの引用である。
7. Wiener Blut – ウィーン気質
フリッツル事件をモチーフとした曲[7]。イントロは同名のオペレッタからの引用である。
制作当初はこの曲が表題となる予定だったが、ファルコのアルバム『ウィーナー・ブラッド（英語版）』と題名が被ることを防ぐため、没になったとされている[8]。
8. Pussy – プッシー
セックスツーリズムをモチーフとした曲。
歌詞は英語とドイツ語の混在である。この構成は前作収録の「Stirb nicht vor mir (DON'T DIE BEFORE I DO)（俺より先に逝くな）」と同じである。また、歌詞にフォルクスワーゲンが1990年代にアメリカで事業展開した際に打ち出した広告「Fahrvergnügen」が引用されている。
MVではメンバーが性行為をする描写があるが、実際に行っているのは他人であり、顔をCGで合成している。イヒ・トゥー・ディア・ヴェーと同じく、ハードコアすぎるため、Visit-Xにて期間限定公開された。また、一般用のMVにはモザイクがかけられている。YouTubeには2025年4月現在投稿されていない。
アルバムの日本盤発売に伴い、着うたフルでも配信されている[9]。
ライブでは男性器を模した噴射機から客席に向かってビールの泡を噴射するというパフォーマンスで知られている。
9. Liebe ist für alle da – 最愛なる全ての物へ
10. Mehr – メア
11. Roter Sand – 赤い砂
口笛の部分はフラーケの妻によるもの。

以下はスペシャルエディション・日本盤収録のボーナス・トラック。
1. Führe mich – ヒューレ・ミヒ
映画『ニンフォマニアック』Vol.1劇中歌。
2. Donaukinder – ドーナウキンダー
3. Halt – 止まれ
4. Roter Sand (Orchester Version) – 赤い砂（オーケストラ・ヴァージョン）
5. Liese – リーゼ

## 参加ミュージシャン

### ラムシュタイン
- ティル・リンデマン – ボーカル
- リヒャルト・Z・クルスペ – リードギター
- パウル・ランダース – リズムギター
- オリバー・リーデル – ベース
- クリストフ・ドゥーム・シュナイダー – ドラム
- ドクトル・クリスティアン・ローレンツ – キーボード